# Samir Alakbarov
Samir Alakbarov   (Bakú, 8 d'octubre de 1968) és un exfutbolista azerbaidjanès de la dècada de 1990 i entrenador.
Fou 16 cops internacional amb la selecció de l'Azerbaidjan. Pel que fa a clubs, defensà els colors de Neftchi Baku i Maccabi Petah Tikva, entre d'altres.

## Gols internacionals
| #  | Data            | Estadi                                   | Oponent     | Marcador | Resultat | Competició |
| -- | --------------- | ---------------------------------------- | ----------- | -------- | -------- | ---------- |
| 1. | 6 Juny 1993     | Estadi Azadi, Teheran, Iran              | Tadjikistan | 2-0      | 2-0      | ECO Cup    |
| 2. | 1 Setembre 1994 | Stadionul Republican, Chisinau, Moldàvia | Moldàvia    | 2-1      | 2-1      | Amistós    |